# Fong Chung-Ray
Fong Chung-Ray, également appelé Feng Zhongrui est un artiste chinois considéré comme un précurseur de l’abstraction. 

## Biographie
Né en Chine en 1933 dans la province de Henan dans une famille lettrée, il travaille très jeune comme lieutenant dans la marine. À la suite des événements politiques, il s’installe à Taïwan,  en 1949. À Taipei, il suit des études d’art et fonde, en 1958, avec Hu Chi-Chung (mais aussi Sun Ying et Chu Pen-le) le « Four Seas Artists association » ou « Four Seas Art Club ». En 1961, invité par Liu Guosong, il devient membre du Fifth Moon Group et participe à de nombreuses expositions. Durant cette période et sous les conseils de Liu Guosong, il abandonne l’huile sur toile pour retrouver les techniques traditionnelles chinoises du travail à l’encre sur papier. La technique de Fong Chung-Ray consiste à jeter de l’encre sur le papier et faire des ajouts à la brosse pour créer des effets de textures et de gestuelle. Fong Chung-Ray invente à ce moment une brosse faite de fibres de tronc de palmiers qui donne un aspect plus brut à ses aplats de couleurs. 
De l’influence de Jackson Pollock ou encore de la « monumentale tranquillité » de Mark Rothko dans le travail de Fong Chung-Ray découle une démarche tout à fait personnelle. Le professeur Li Chu-tsing assimile le lyrisme poétique qui découle de ses œuvres aux peintures tardives de Monet. Fong Chung-ray cherche à traduire l’instabilité de l'instant, la nature, la sensation d’un espace en perpétuelle évolution, la transformation des nuages, l’écoulement d’une rivière, la pluie, le mouvement des vagues, etc.
En 1971, il obtient le prix de la Fondation Rockefeller lui permettant de voyager en Europe et aux États-Unis. Il part vivre à San Francisco en 1975 où il vit et travaille toujours.

## Expositions personnelles (sélection)
- 2015 Galerie Du Monde, Hong Kong SAR, China
- 2008 Musée d’Art moderne, Taichung, Taïwan
- 2004 Galerie Triangle, San Francisco, Californie, États-Unis
- 1992  Galerie Allrich, San Francisco, Californie, États-Unis
- 1990 Galerie d’Art moderne de Carmel, Carmel, Californie, États-Unis
- 1987 Galeries Landell, Carmel, Californie, États-Unis
- 1984/86 Galerie M. M. Shinno, Los Angeles, Californie, États-Unis
- 1983 Galerie M. M. Shinno, Los Angeles, Californie, États-Unis
- Galerie New World, Carmel, Californie, États-Unis
- 1982 Galerie Triangle, San Francisco, Californie, États-Unis
- 1979 Galerie M. M. Shinno, Los Angeles, Californie, États-Unis
- 1978 Galerie Triangle, San Francisco, Californie, États-Unis
- 1975 Galerie du siège mondial de Bank of America, San Francisco, Californie, États-Unis
- Commission des Beaux-Arts, Scottsdale, Arizona, États-Unis
- 1974 Musée national d’Histoire, Taipei, Taïwan
- 1973 Galerie Marianne Schreiber, Munich, Allemagne
- 1972 Musée d’Art de San Diego, San Diego, Californie, États-Unis
- Galerie Lee Nordness, New York, États-Unis
- Galerie Downtown, Honolulu, Hawaï, États-Unis
- 1968 Galerie Magic Touch, Taipei, Taïwan
- 1967 Galerie Hai-Tien, Taipei, Taïwan
- 1965 Centre d’Art national de Taïwan, Taipei, Taïwan

## Collections publiques majeures
- Musée des Beaux-Arts de Taipei, Taipei, Taïwan
- Musée d’Histoire, Taipei, Taïwan
- Centre national d’art de Taïwan, Taipei, Taïwan
- Musée De Young, San Francisco, États-Unis
- Musée de Denver, Denver, Colorado, États-Unis
- Musée des Beaux-Arts de San Diego, San Diego, Californie, États-Unis
- Musée national des Beaux-Arts de Taïwan, Taichung, Taïwan
- Musée d’Art Asiatique, San Francisco, Californie, États-Unis
- Musée d’Art de Baltimore, Baltimore, Maryland, États-Unis
- Musée d’Art de Kaohsiung, Kaohsiung, Taïwan
- Musée Arthur M Sackler de l’Université de Harvard, Boston, Massachusetts, États-Unis
- Musée d’Art de Guangdong, Guangzhou, Chine
- Institut de recherche d’art de Shenzhen, Shenzhen, Chine

## Expositions de groupe majeures
- Musée d'Ixelles, Bruxelles, Belgique

- Musée des Beaux-Arts de Taipei, Taipei, Taïwan
- San Francisco State University Gallery, San Francisco, United States
- Galerie Triangle, San Francisco, Californie, États-Unis
- Galerie Allrich, San Francisco, Californie, États-Unis
- Galerie On The Rim, San Francisco, Californie, États-Unis
- Musée d’Art de Guangdong, Guangzhou, Chine

## Catalogues
- Fong Chung-Ray : A retrospective, Silicon Valley Asian Art Center. 2013. p. 147,  (ISBN 978-986-02-8859-9)
- Lü Peng. Histoire de l'art chinois au XXe siècle. Somogy, éditions d'art. Paris. 2013, p. 438-469.  (ISBN 978-2-7572-0702-4)
- Michael Sullivan. Art and Artists of Twentieth-Century China. University of California Press. 1996, p. 1984-85.   (ISBN 978-0-520-07556-6). Retrieved 3 July 2012.
- Julia F.Andrews and Kuiyi Shen. The Art of Modern China. University of California Press, 2012. p. 248-49.
- Michael Sullivan. Moderne chinese artists, a biographical dictionary. University of California Press. 2006.  (ISBN 978-0-520-24449-8)
- Formless Form : Taiwanese Abstract Art. Taipei Fine Arts Museum. 2012.  (ISBN 978-0-615-85504-2)
- The Modernist Wave. Taiwan Art in the 1950s and 1960s. National Taiwan Museum of Fine Arts. 2011. p. 147,  (ISBN 978-986-02-8859-9)
- The Search for the Avant-Garde 1946-69. TFAM Collection Catalogue. Volume II. Taipei Fine Arts Museum. 2011. reprint 2012. p. 308-309.  (ISBN 978-986-03-0997-3)
- Asian traditions/ modern expressions : Asian American Artists and Abstractions, 1945-1970. Edited by Jeffrey Weschler.Harry N. Abrams, Inc., Publishers, in association with the Jane Voorhees Zimmerli Art Museum, Rutgers, The State University of New Jersey. 1997.  p. 41.  (ISBN 0-8109-1976-1)
- A Tradition Redefined, Modern and Contemporary Chinese Ink Paintings from the Chu-tsing Li Collection 1950-2000, Edited by Robert D.Mowry, Yale University Press.  (ISBN 978-1-891771-47-7)